# مزج الطبقات الحرارية

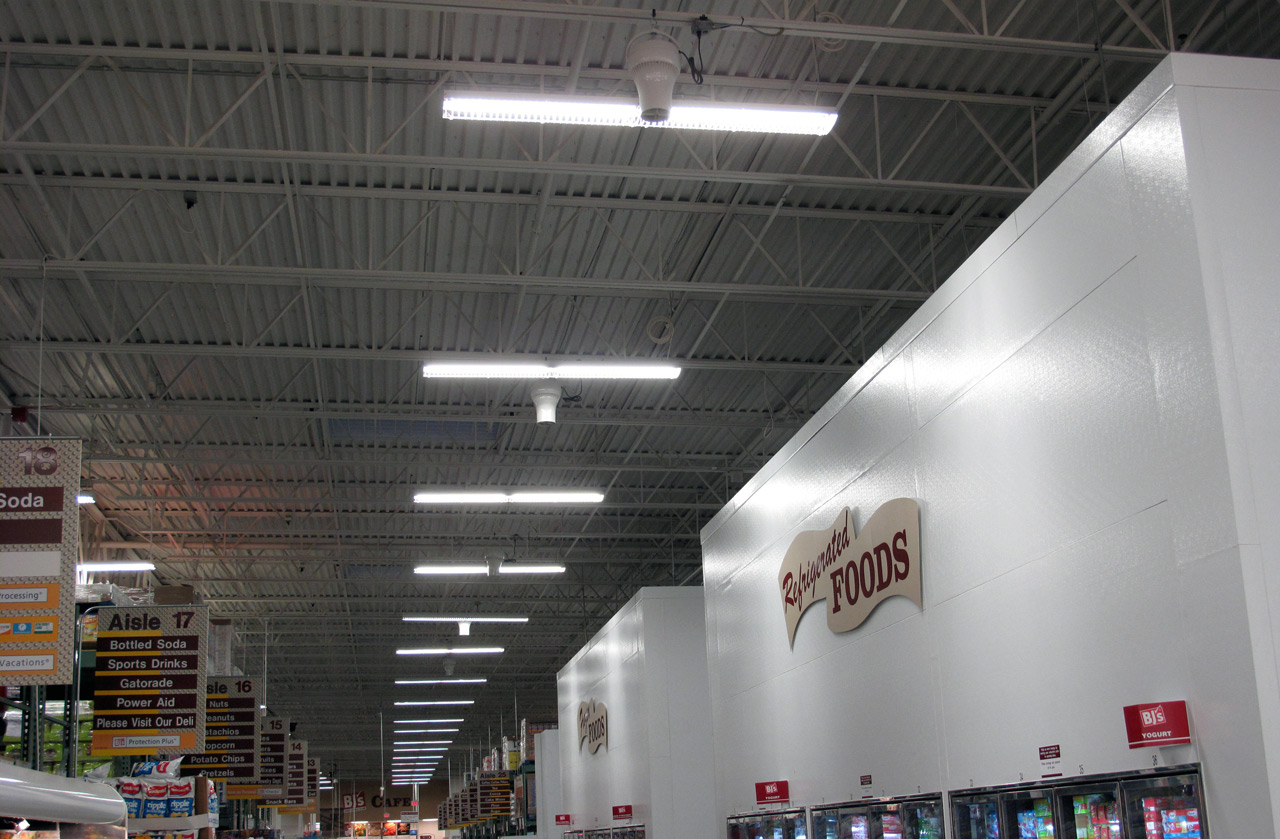
مراوح مزج حراري في مبنى بالولايات المتحدة.

مزج الطبقات الحرارية أو المزج الحراري أو إلغاء تراكب الطبقات الحرارية هو عملية خلط للهواء الداخلي في مبنى ما تهدف إلى إلغاء حالة تراكب الطبقات فوق بعضها البعض والوصول إلى توازن حراري يغطي غلاف المبنى.

## مزج الطبقات الحرارية في المباني
عملية مزج الطبقات الحرارية هي عكس العملية الطبيعية لتراكب الطبقات الحرارية، والتي هي التوضع الصفائحي لطبقات درجات حرارة الهواء المختلفة (عادةً المتزايدة) من الأرضية إلى السقف. التدرج الحراري على شكل طبقات ينتج عن ارتفاع الهواء الساخن إلى السقف أو المساحة العلوية لأنه أخف من الهواء المحيط الأبرد. وبالعكس، ينزل الهواء البارد إلى الأرض لأنه أثقل من الهواء المحيط الأدفأ.
في مبنى متراكب الطبقات الحرارية، يشيع وجود فروق حرارية تصل إلى 1.5 درجة سيليسيوس لكل قدم شاقولي (عمودي)، وكلما كان سقف البناء أعلى كلما كان هذا الفرق أكبر. في حالات متطرفة، لوحظ وجود فروق حرارية تصل إلى 10 درجات سيليسيوس للمتر الواحد. تتضمن البارامترات الأخرى التي تؤثر على درجة التراكب الحراري الطبقي كلًّا من الحرارة الناتجة عن الأشخاص والعمليات الحاضرة في المبنى وعزل المكان عن ظروف الطقس الخارجي والربح الشمسي الحراري ومواصفات نظام التدفئة والتكييف والتهوية ومواقع دكتات (قنوات) هواء التغذية والهواء الراجع والحركة العمودية للهواء داخل المكان، والتي توفرها عادةً مراوح المزج الحراري. يمكن استخدام ديناميك الموائع الحسابي (سي إف دي) لتوقع درجة التراكب الحراري الطبقي في مكان ما.

### آثار التراكب الحراري الطبقي
في دراسة أجرتها جمعية بناء معلومات البحث العلمي، ازدادت الطاقة الضائعة بسبب التراكب الحراري الطبقي باطراد واستمرار بناءً على فروق درجات الحرارة من الأرضية إلى السقف (ΔT). تشير الدراسة إلى أن الأبنية التي تعاني من تراكب حراري طبقي تميل إلى أن تتعرض لتسخين زائد أو تبريد زائد حسب درجة الحرارة عند حساس الحرارة (الثرموستات)، والتي تميل لأن تكون أقل من طاقة الحرارة الكلية الموجودة في الغرفة. أظهرت الدراسة أيضاً أن الضياع الطاقي (الحراري) بسبب التراكب الحراري الطبقي كان موجوداً عند ارتفاعات السقف بين 20 قدمًا و40 قدمًا، وأن السقوف الأعلى تؤدي إلى ضياعات طاقية (حرارية) أكبر حتى عند نفس الفرق في درجات الحرارة (ΔT). بما أن (ΔT) تميل لأن تكون أعلى في حالة الأسقف الأعلى، يكون أثر التراكب الحراري الطبقي مركبًا، مؤديًا إلى ضياع طاقي ملحوظ في الأبنية مرتفعة السقف.

### تعريف مزج الطبقات الحرارية
بما أن التراكب الحراري الطبقي والتكاليف التي ترافقه مترافقان خطياً (متناسبان طرديًا)، سيختلف تعريف مزج الطبقات الحرارية حسب الرأي وحالة الاستعمال. مزج الطبقات الحرارية الكلي، أو الحصول على (ΔT) من الأرضية إلى السقف، هو أمر مستبعد الحدوث في أي مبنى. بما أن تكاليف التراكب الحراري الطبقي تنخفض بشكل خطي حين تقترب (ΔT) من 5.4 فهرنهايت، ولمّا تدرس أي دراسة حتى الآن آثار التراكب الحراري الطبقي تحت 5.4 فهرنهايت، من المعتاد اعتبار أي مكان ذي (ΔT) أقل من 5.4 فهرنهايت أنه ممزوج الطبقات الحرارية. يصف معيار آشري 55 (الجمعية الأميركية لمهندسي التدفئة والتكييف والتبريد) الفرق ΔT على أنه الحد للفرق الحراري الشاقولي للهواء بين مستوى الرأس والكاحل، لكنه لا يضع حدًّا للفرق الحراري بين الأرضية والسقف.

## تقنيات مزج الطبقات الحرارية
يمكن تقليل التراكب الحراري الطبقي من خلال التحكم بمتغيرات ترافق ازدياد التراكب الطبقي. بما أنه لا يمكن التحكم بالعديد من المتغيرات، كارتفاع السقف وعدد الأشخاص والعمليات الصناعية والربح الحراري الشمسي وظروف الجو المحيط، فأكثر التقنيات استعمالًا تتعلق بنظام التدفئة والتهوية والتكييف (إتش فّاك وتكتب إتش فّي إيه سي) في المبنى. إحدى أرخص وأكثر التقنيات فعاليةً وأسهلها تركيبًا هي مراوح مزج الطبقات، وتتضمن كلًّا من مراوح المزج المحورية ومراوح الحجم الكبير (المقصود التدفق الحجمي للهواء) والسرعة المنخفضة (إتش فّي إل إس).

### المراوح المحورية لمزج الطبقات
المراوح المحورية لمزج الطبقات هي وحدات بقطعة واحدة تركب في مصفوفات على السقف بهدف ضخ هواء التكييف في السقف إلى الأرضية، حيث يعمل ويعيش الأشخاص. لأن المراوح المحورية مصممة لتضخ الهواء بشكل مستقيم إلى الأرضية مباشرة؛ يمكن استخدامها في بنى الأسقف والأساطيح ذات الارتفاعات التي تفوق 100 قدم. بما أن مراوح مزج الطبقات المحورية يمكنها تحقيق المزج بغزارات حجمية منخفضة؛ فمن الضروري أن يصل الهواء المغادر لفوهة الخروج إلى سرعات عند الأرضية بين 0.2 و0.5 مترًا في الثانية. نتيجة هذا المقدار من حركة الهواء هو تداخل الهواء المكيف من السقف مع الهواء عند المستوى الأرضي. سيؤدي الفشل في التأثير على الأرضية إلى مزج الطبقات المتوسطة دون الطبقات الدنيا (الأرضية). بما أن المساحة حول الثرموستات لم يتحقق فيها مزج الطبقات الحرارية في هذه الحالة، فمن المفترض أن ذلك لن يؤدي إلى توفير في الكلفة أو أنه سيؤدي إلى توفير قليل نسبيًّا، إذ سيظل الثرموستات يعمل على زيادة الحرارة أو تقليلها عن حاجة الغرفة.
أنتجت تجربة في غرفة سقفها يرتفع 2.1 قدمًا توفيرًا بمقدار 23.5% باستعمال مراوح محورية لمزج الطبقات.

### مراوح الحجم الكبير والسرعة المنخفضة (إتش فّي إل إس)
تركب مراوح الحجم الكبير والسرعة المنخفضة عادةً في الأبنية الحديثة أكثر من مواءمتها مع الأبنية القديمة غير المجهزة؛ وذلك بسبب أحجامها، إذ قد تتطلب بنية السقف إعادة التصميم للتكيف مع الحجم والوزن الزائدين. من الشائع طلب تغيير مواقع الإنارة؛ بسبب الوميض المستمر الحادث بسبب مرور شفرات (أو ريش) المراوح الكبيرة تحت الأضواء، وأنظمة الرشاشات كذلك، والتي تتطلب عادةً إمكانية وصول دائمة بدون إعاقات إلى الأرضية لتتماشى مع كود الحريق (معايير أنظمة إطفاء الحريق). عند استخدامها في الصيف لتحفيز التبريد التبخيري، تشغَّل مراوح (إتش فّي إل إس) إلى الأمام، دافعة الهواء باتجاه الأرضية. عند استعمالها لمزج الطبقات في الشتاء، تشغَّل هذه المراوح بالعكس، دافعةً الهواء باتجاه السقف ليدور بعد ذلك حول الغرفة. يكون الارتفاع الفعال لمراوح (إتش فّي إل إس) محدودًا مقارنةً بالمراوح المحورية لمزج الطبقات.

## فوائد مزج الطبقات الحرارية
لهذه الطريقة أكثر عدد من الفوائد من خلال تطبيقاتها المتعددة في مجال التدفئة والتهوية والتكييف (إتش فّاك) وفي تدفئة وتبريد الأبنية وقد وُجد أن «التراكب الطبقي الحراري هو سبب أكبر ضياع للطاقة في المباني اليوم».

### لتوفير استهلاك الطاقة
من خلال إدخال تقنية مزج الطبقات الحرارية إلى الأبنية، انخفضت المتطلبات الطاقية إذ لم تعد أنظمة التدفئة تؤدي أكثر من المطلوب كي تستبدل بشكل مستمر الحرارة التي ترتفع عن المساحة الأرضية، من خلال إعادة توزيع الهواء المسخن مسبقًا من المساحة السقفية غير المأهولة إلى المستوى الأرضي، حتى الوصول إلى التوازن الحراري. تضمن الأنظمة فيما يخص مزج الطبقات الحرارية التبريدي أن هواء التغذية المبرد يدور ويتوزع بشكل منتظم على مدى البيئة الأرضية، منهيًا بذلك وجود بقع حارة أو ساخنة ومحققة الثبات الحراري عند حساسات الحرارة (الثرموستات) لأوقات أطول. كنتيجة لذلك، يمكن الاعتماد مستقبلًا على تقنية مزج الطبقات كوسيلة لتخفيض الانبعاثات الكربونية بسبب متطلباتها الطاقية المخفضة، وهي بدورها قادرة على خفض التكاليف للشركات، بنسبة تصل أحيانًا إلى 50%. هذه الأقوال مدعومة من قبل أمانة الكربون التي توصي بمزج الطبقات في الأبنية كإحدى أفضل ثلاث وسائل لتقليل انبعاثات ثاني أكسيد الكربون.